# Patron sépia
Pour les articles homonymes, voir Sépia (homonymie).

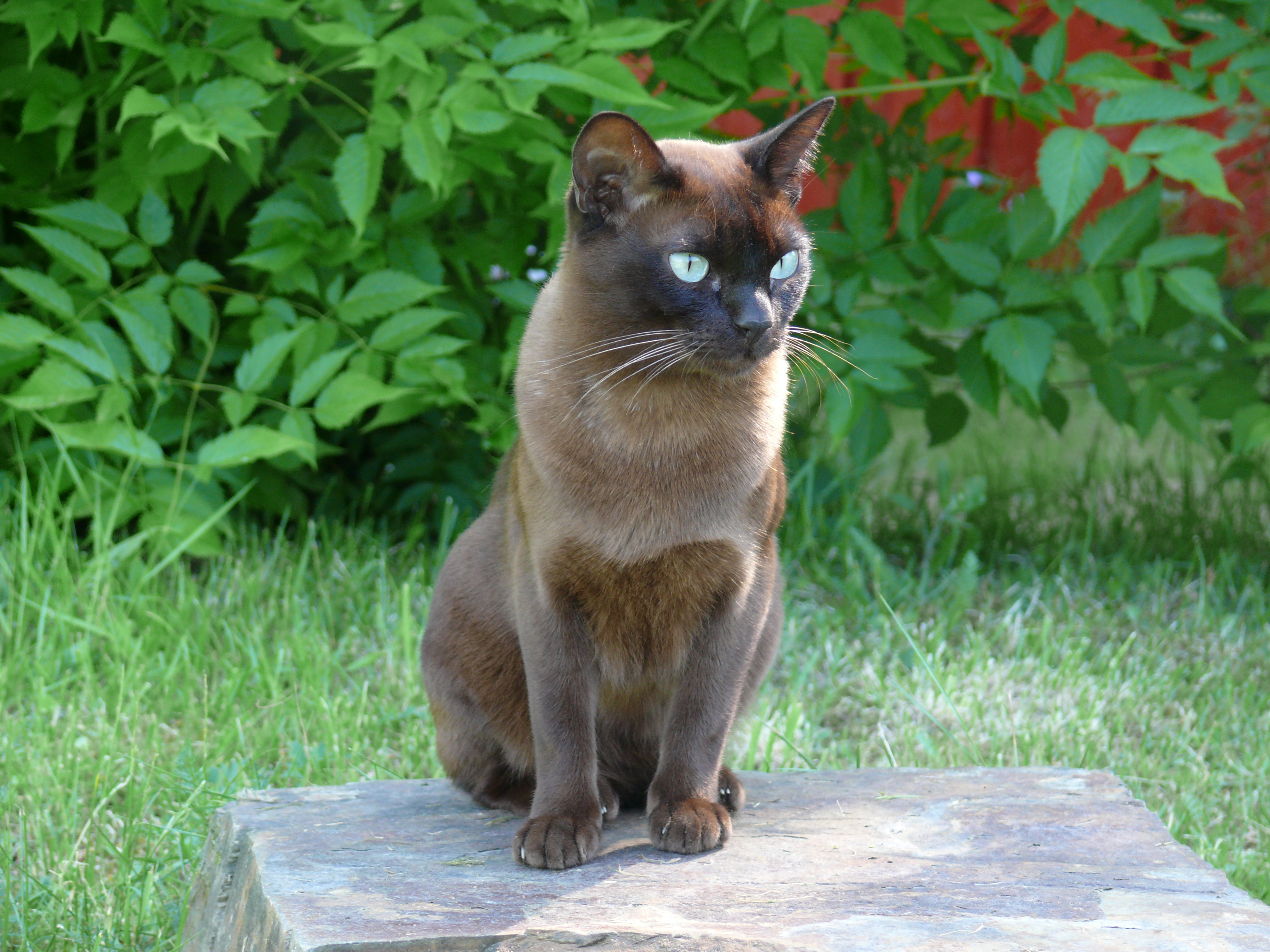
Burmese noir, dit zibeline.

Le patron sépia ou burmesepoint est un patron de robe du chat. Il s'agit notamment du patron du groupe des asians, et en particulier du burmese. Il correspond à une robe dont l'intensité de la couleur varie légèrement sur l'ensemble de la robe, la tête, les pattes et la queue étant plus pigmentées que le reste du corps.

## Nomenclature
Le patron sépia est spécifié dans la nomenclature des robes de chat après les spécifications de couleurs, de gènes modificateurs tel que silver et de patron tabby, par exemple, un chat peut être black silver tabby sepia. Le code EMS de la Fédération internationale féline (FIFé) pour les robes sépia est 31.

## Génétique

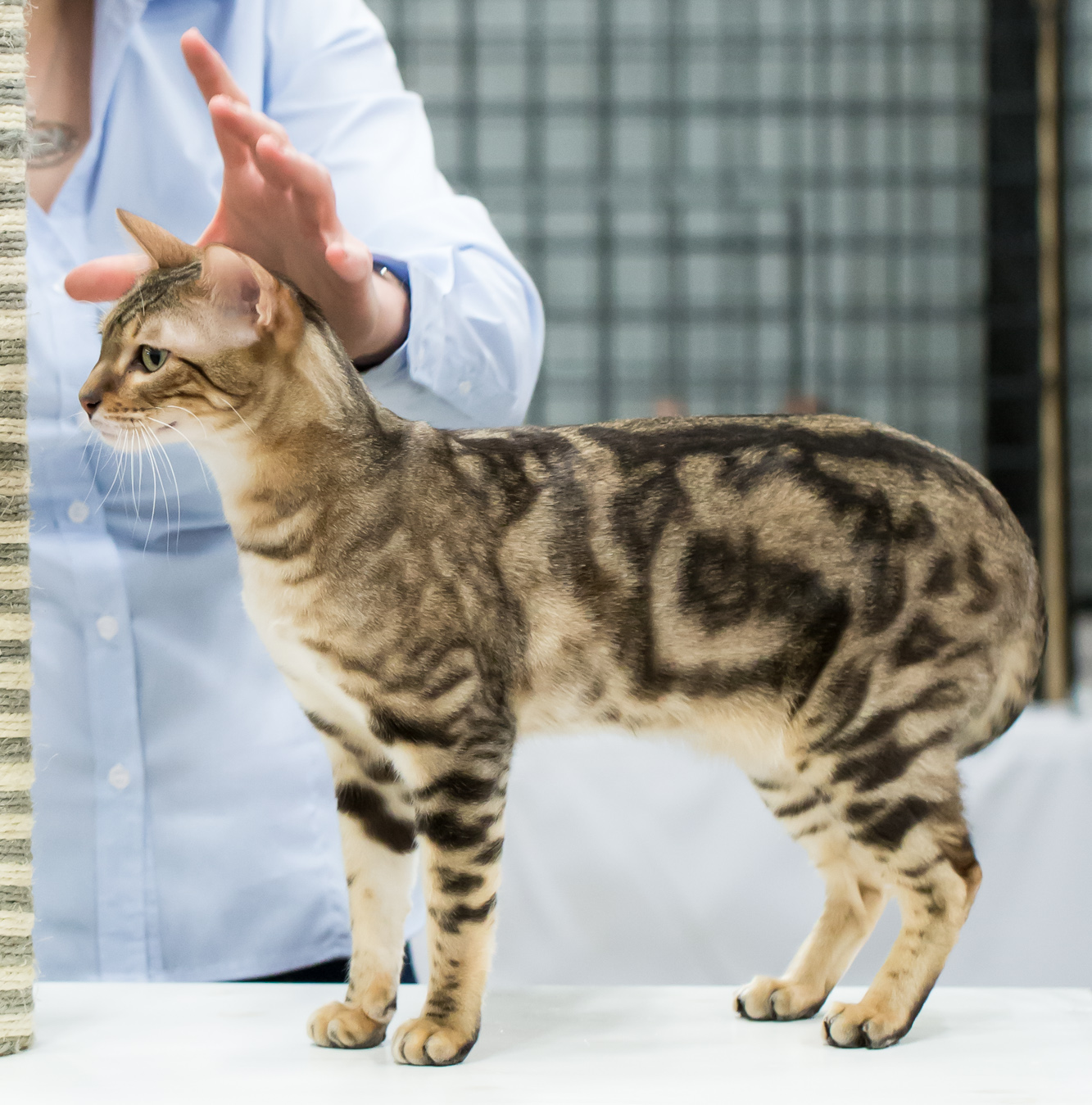
Le patron sépia de ce bengal est très difficile à distinguer du patron traditionnel.

L'obtention du patron traditionnel est codée par le gène C (C pour « Couleur »), se situant sur le locus TYR codant la tyrosinase. Il comprend cinq allèles différents :
- C+, qui est l'allèle dominant et sauvage. Cet allèle correspond à une synthèse normale des pigments, donnant le patron traditionnel.
- cb, correspondant au patron sépia.
- cs, correspondant au patron colourpoint, typique du siamois. Les allèles cb et cs sont codominants et un chat qui possède ces deux allèles présente un patron intermédiaire, dit « tonkinois ».
- ca, correspondant à une robe blanche aux yeux bleu pâle.
- c, l'albinisme vrai, c'est-à-dire un chat blanc aux yeux rouges, probablement létal.

L'allèle sépia est associé à une modification de la couleur des yeux, qui seront jaunes gris à verts. L'allèle cb correspond à une synthèse de la tyrosinase moins stable à la chaleur : les extrémités corporelles (tête, pattes et queue) plus froides sont plus foncées que le reste du corps chaud. De même, les chatons naissent clairs, en raison de la température de l'utérus, et foncent en grandissant.

Évolution de la couleur d'un même burmese chocolat au cours de la croissance.
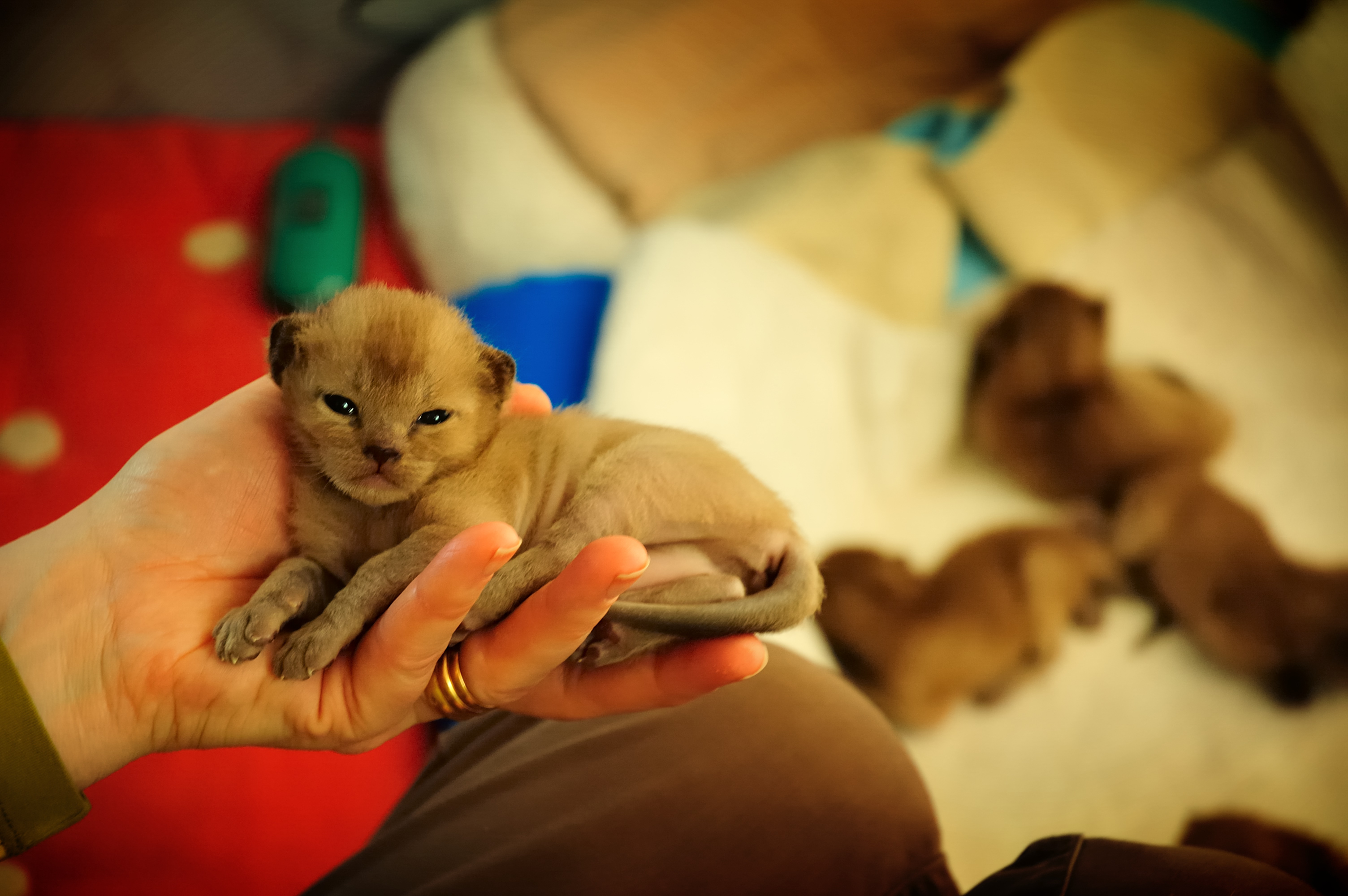
Deux semaines
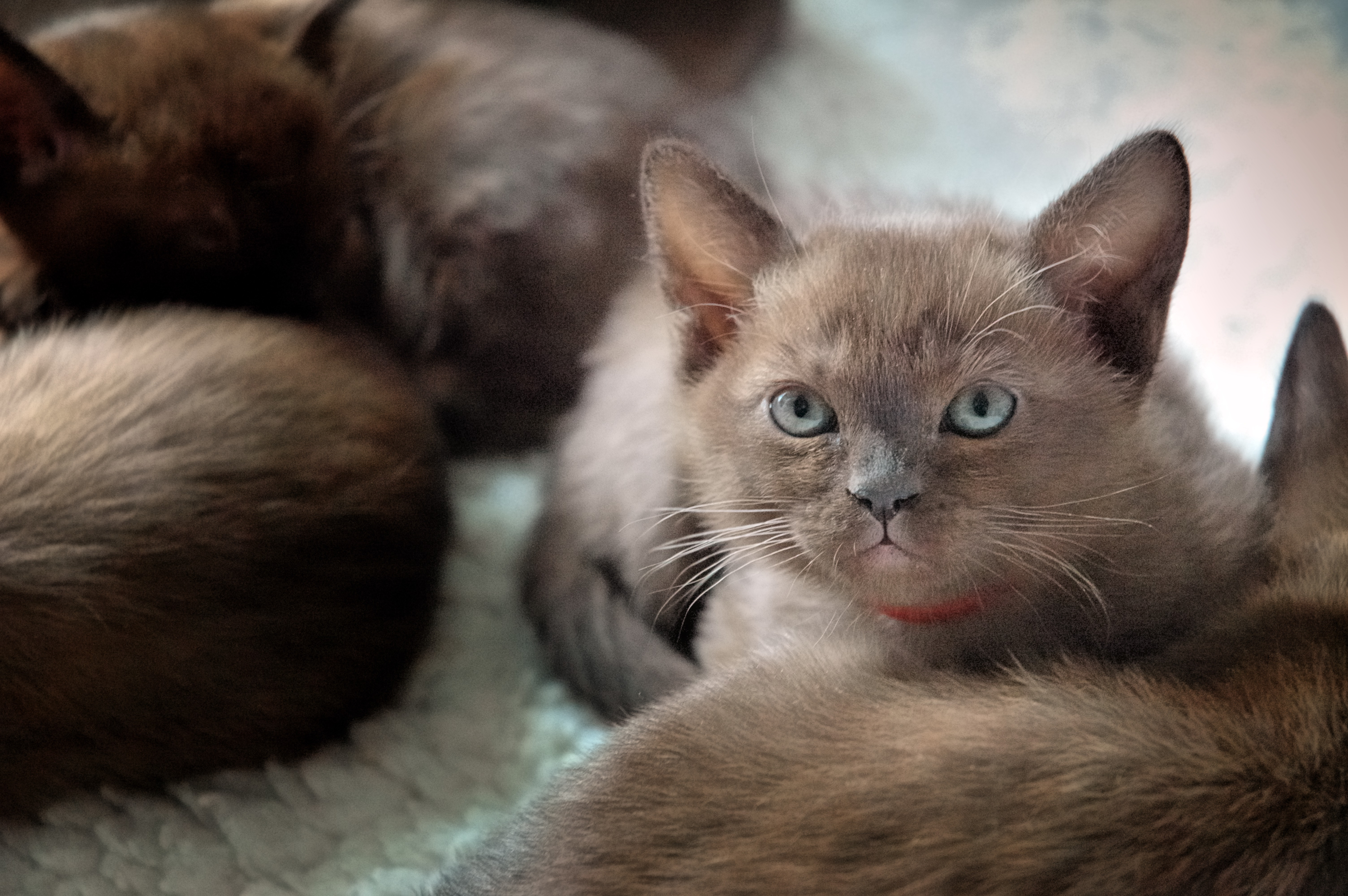
Un mois et demi
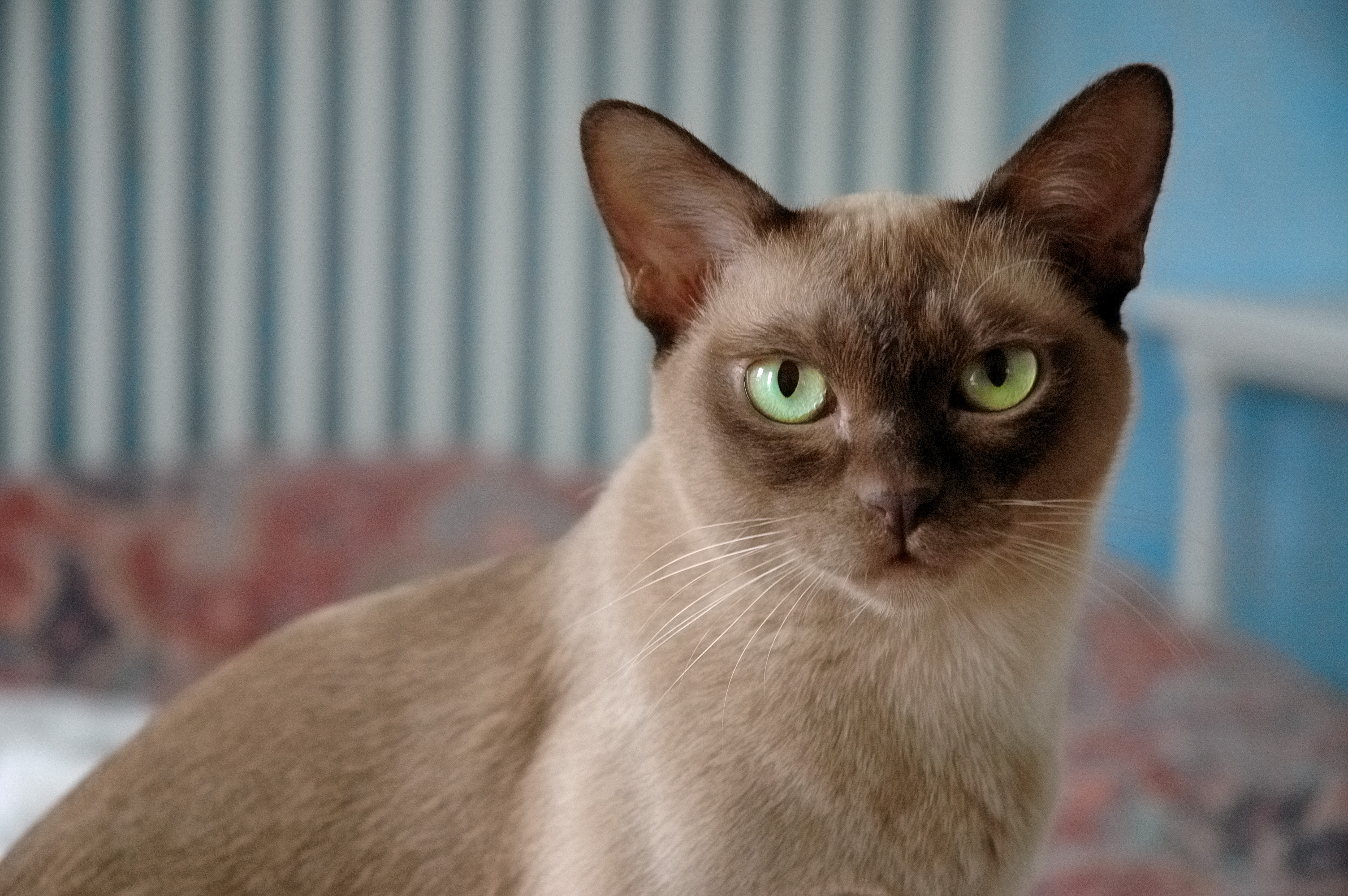
Deux ans